# Emilee Flood
Emilee Flood (Batesville, 31 januari 2000) is een Amerikaans zangeres en TikTokker. Ze is onder andere bekend van de single ILY (I Love You Baby), een samenwerking met Surf Mesa uit 2020.

## Biografie
Flood begon haar muzikale carriere in 2019 toen ze onder haar eigen label Emilee Flood Music de single High Hopes uitbracht. In hetzelfde jaar bracht ze nog twee singles getiteld Feels Like a Dream en Falling uit. Eerstgenoemde werd meer dan 8 miljoen keer beluisterd. Ze brak door met de single ILY (I Love You Baby), een single met Surf Mesa, dat de Billboard Hot 100 wist te behalen. Ook wist het nummer, dat een sample van Can't Take My Eyes Off You van Frankie Valli betreft, meerdere andere hitlijsten te behalen. In de Nederlandse Top 40 wist het nummer de negende plaats behalen op 13 juni 2020. In Polen en de Verenigde Staten verkreeg ILY (I Love You Baby) de gouden status. In 2020 bracht Flood als opvolger de single Love Looks Too Hard uit. Deze single werd een succes in Nieuw-Zeeland. Haar volgende single Heaven werd 24 miljoen keer beluisterd op Spotify en was succesvol in Ierland. Flood bracht met Hide een nieuwe single uit in 2020 maar ondanks een groot aantal views op Spotify werd het nummer geen hit. Op 23 december 2020 bracht Flood een soloversie uit van ILY (I Love You Baby) uit die 22 miljoen keer werd beluisterd op Spotify. In 2020 werkte Flood eveneens samen met de zangeres Karol G en de rapper Ludacris, waarmee ze de single Beautiful Boy uitbracht dat een succes werd in Colombia en Panama. In 2021 bracht Flood de single How It Goes uit die de Zweedse iTunes hitlijst wist te behalen. Ook mocht ze met dit nummer optreden tijdens de The Late Late Show gepresenteerd door James Corden.

## Discografie

### Singles
| Jaar | Titel                                       |
| ---- | ------------------------------------------- |
| 2019 | High Hopes                                  |
| 2019 | Feels Like a Dream                          |
| 2019 | Falling                                     |
| 2020 | Love Seems Too Hard                         |
| 2020 | Heaven                                      |
| 2020 | Hide                                        |
| 2020 | ILY (I Love You Baby) (samen met Surf Mesa) |
| 2021 | How It Goes                                 |
| 2022 | Gone Away                                   |
| 2022 | Hilda's House                               |
| 2022 | Little Life                                 |
| 2022 | Still the One                               |
| 2023 | Try                                         |